# Ultio
Ultio (« Vengeance ») est une ancienne déesse de la mythologie romaine dont le culte était associé à Mars. 

## Symbolique et fonctions
En tant que valeur culturelle, l'ultio incarnée par la divinité était problématique, et il pouvait être difficile de tracer la frontière entre une juste vengeance et une simple vengeance. Ainsi, cet ultio exercée par les empereurs devait être contrebalancée par la vertu incarnée par Clémentia (en), la clémence, tolérance ou miséricorde.
Auguste est le premier empereur qui honora Ultio et Mars Ultor dans son rôle de vengeur de l'assassinat de Jules César, dont il était l'héritier adoptif, mais il ne fonda le culte et le temple que 40 ans plus tard, pour marquer le retour des étendards militaires romains capturés par les Parthes lors de la désastreuse bataille de Carrhes en 53 av. J.-C.. La « vengeance » de cette catastrophe militaire – accomplie par la diplomatie plutôt que par une bataille décisive – a atténué les divisions potentielles liées à la célébration de la défaite de ses compatriotes romains. 
Tibère a annulé des projets de construction d'un autel dédié à Ultio pour marquer le succès des poursuites judiciaires lors de la mort de Germanicus. Selon Tacite, Tibère pensait que les monuments triomphalistes devaient être réservés à la défaite des ennemis étrangers.
Caligula, cependant, revient à un concept plus archaïque de ultio comme vengeance personnelle. Le Temple de Mars Ultor devient sous son règne un théâtre de dramatisation d'actes de vengeance : la reddition d'Adminios (en), fils de Cunobelinos, a été annoncée au temple, et les épées qui, selon l'empereur, devaient être utilisées dans un complot d'assassinat contre lui furent dédiées à Mars Ultor. L'accent mis sur son pouvoir personnel à obtenir l'ultio a érodé le précédent plus prudent établi par ses deux prédécesseurs et a contribué à la chute de son régime. Sénèque, conseiller de Néron, le successeur de Caligula, écrit qu'une ultio efficace exigeait de la maîtrise de soi ou de la modération : elle devait aboutir à un exemple utile et ne pas être menée sous l'influence de l'émotion.

## Culte
Un autel et une statue en or d'Ultio se trouvaient dans le temple de Mars Ultor, dédié par Auguste en 2 av. J.-C. pour le culte de Mars le Vengeur.